# Monika Elenska
Monika Elenska (ur. 17 lutego 1996) – litewska lekkoatletka specjalizująca się w biegach długodystansowych.

## Sukcesy sportowe
Dwukrotnie (2015, 2016) zdobyła złote medale mistrzostw Litwy w biegu na 800 metrów. W 2017 była trzecia na tym dystansie. Także dwukrotnie (2018, 2019) wygrała mistrzostwa kraju w biegu na dystansie 1500 metrów. Ponadto zdobyła złote medale halowych mistrzostw państwa na dystansach 800 metrów (2016) i 1500 (2019). Reprezentowała Litwę na dystansie 800 metrów na Mistrzostwach Europy do lat 23 w Lekkoatletyce w Bydgoszczy w 2017, gdzie zajęła 11 miejsca, a także na Uniwersjadzie w tym samym roku, gdzie była 16. Kończyła polską szkołę na Litwie.